# 宝缇嘉
寶緹嘉（義大利語：Bottega Veneta，發音：[botˈteːɡa ˈvɛːneta]，意为“威尼托商店”）是一個意大利奢侈品及高級時裝品牌，以行銷全球的皮具產品及男女時裝知名。品牌於1966年在位於意大利東北部威尼托的維琴察成立，工作室位於蒙特贝洛-维琴蒂诺一棟18世紀別墅，總部則設於瑞士盧加諾，在意大利米蘭和維琴察均設有辦公室。2001年，宝缇嘉被古馳集團購入，現為法國跨國集團開雲的一分子。目前 2025年新任創意總監為 Louise Trotter。

## 歷史

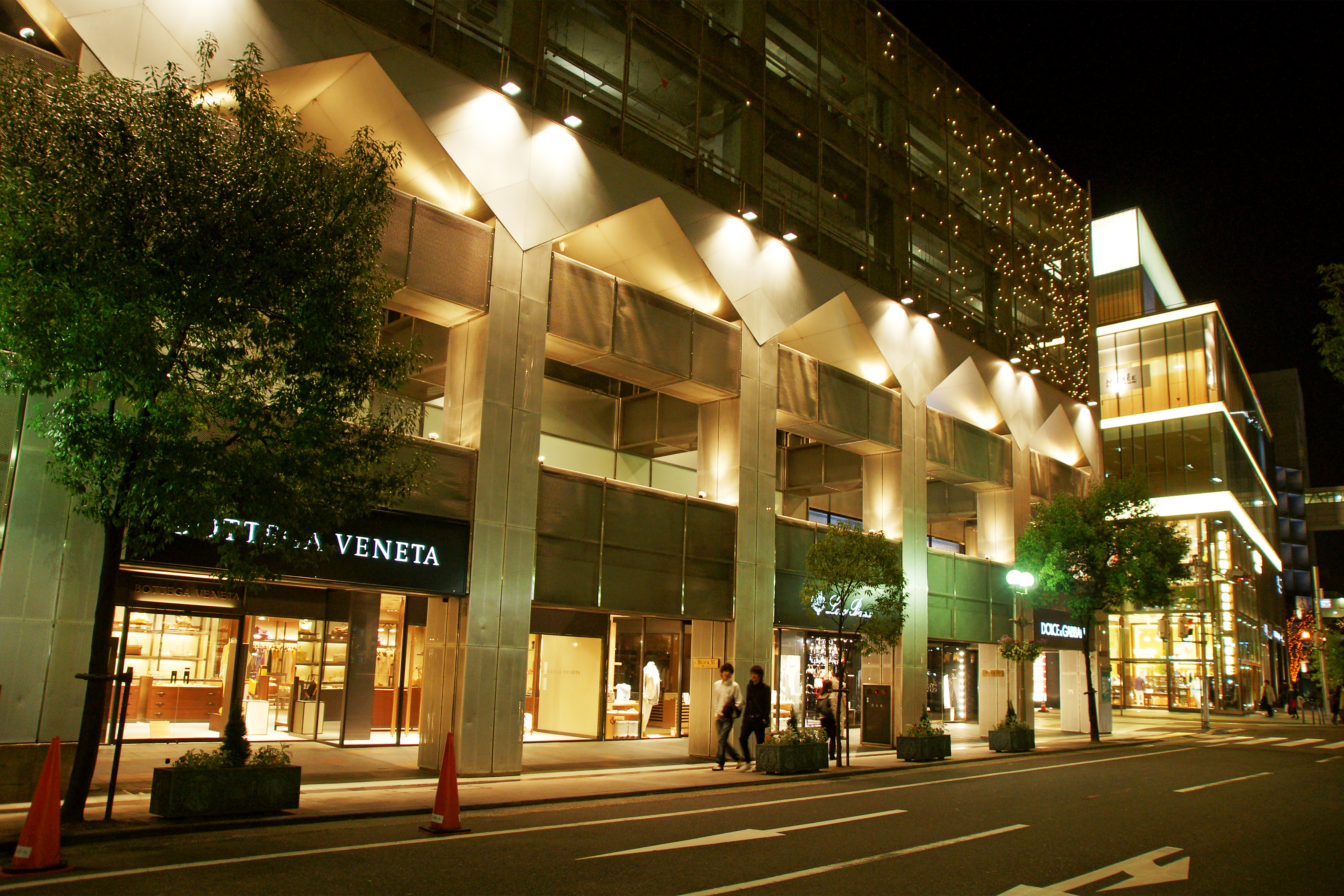
專門店：日本・神户

寶緹嘉於1966年由Michele Taddei及Renzo Zengiaro在意大利維琴察創立，名字的意思是「威尼托商店」。其後Michele Taddei與Laura Braggion結婚，Laura在Taddei身邊與他一起開發公司，品牌以生產優質皮具起家。
憑藉卓越的工藝，樸實的風格和沒有標誌的設計，宝缇嘉的知名度與日俱增。在七十年代，品牌以“When your own initials are enough.”（當你的名字已經足夠）作為廣告標語。Renzo Zengiaro在七十年代後期離開宝缇嘉，而Michele Taddei在幾年後亦同樣離開了這個品牌；Vittorio和Laura Moltedo於是從紐約回到維琴察繼續經營。
1980年，波普藝術家安迪·沃荷也曾到其在紐約的專門店選購聖誕禮物，繼而更為品牌製作短片。之後10年，宝缇嘉成為國際富豪喜愛的品牌，顧客包括杰奎琳·肯尼迪和法拉赫·巴列維王后。
Zengiaro和Taddei均於90年代退休，期後品牌改變了形象並開始於產品上加上BV標誌，但最終被認為是失策。宝缇嘉光輝不再，甚至摒棄了其低調的風格，轉而選擇隨波逐流，生產潮流時尚產品。
在2001年2月，公司被古馳集團以1.56億美元收購，同年6月，古馳當時的創意總監汤姆·福特聘請曾於Sonia Rykiel和愛馬仕工作的托馬斯·梅耶（Tomas Maier）出任宝缇嘉的創意總監。
公司隨即於秋季推出加入品牌後首個系列--春夏2002系列。梅耶上任後屏除了產品上顯眼的標識，取而代之的是富有代表性的intrecciato編織技術。此技術用於其眾多產品表層，現已成為宝缇嘉品牌的標誌。公司自此將品牌的中心理念確定在工藝製作層面上。自此，宝缇嘉推出多個新系列，包括高級珠寶、眼鏡、居室香氛及傢俱，同時不斷豐富原有的產品種類，如手袋、皮鞋、小皮具、行李、家居用品及禮品。2005年2月及2006年6月，宝缇嘉正式發佈其首個女裝及男裝時裝秀。
2016年9月，宝缇嘉在米蘭的布雷拉美術學院舉行的年度時裝秀上，慶祝品牌成立50週年，同時慶祝梅耶擔任品牌創意總監15年。今日，新一季的服裝及傢俱系列均於米蘭總部辦公室進行發佈。考慮到有百年歷史的意大利傳統皮革工藝的重要性，及優秀工匠的流失，Bottega Veneta於2006年夏天成立了Scuola della Pelletteria，一所專門培訓學校，以培育新一代的皮革工匠。

## 合作
Bottega Veneta 於品牌廣告特輯中與不同的知名攝影師合作，例如在「藝術家創意合作計劃」（Art of Collaboration）系列中，品牌就與 Jürgen Teller（2015年秋冬）、Robert Longo（2010年秋冬）和Nan Goldin（2010年春夏）合作。
2012年，宝缇嘉出版首本書冊，介紹品牌歷史和工藝。這本書是梅耶、書冊設計師Sam Shahid和其他時裝記者合作努力的成果。時裝編輯在各個章節描述梅耶設計的手袋、小皮具、行李、鞋履、女士服裝、珠寶、男士服裝、傢具、家居配飾、腕錶和香水。這本書亦講述宝缇嘉奢華產品的手工製作，並展示品牌的標誌性intrecciato織皮，更配上intrecciato織皮書套。2015年10月，品牌推出第二本書冊，詳細介紹「藝術家創意合作計劃」。

## 蒙特貝羅維琴蒂諾的工作室
2013 年，Bottega Veneta 於蒙特貝羅維琴蒂諾開設新的工作室。這座建築遵照LEED（領先能源與環境設計）指引修復和建造，工程由梅耶監督。梅耶認為宝缇嘉必須繼續在維琴察營運，以堅守品牌的傳統和理念。
這個工作室亦是品牌員工訓練學校La Scuola dei Maestri Pellettieri di Bottega Veneta的新址，內裡同時設有宝缇嘉資料庫和博物館。為表彰手工工藝的重要性，並鑒於意大利皮具工匠數目逐漸減少，宝缇嘉原本打算在2006年夏季設立這間學校，以訓練和支援未來一代的皮藝工匠。學生必須於課室完成三年課程，方可正式到工作室工作。在宝缇嘉2012年書冊的引言中，梅耶寫到「如果在手工工藝所體現的知識和文化寶藏失傳，那將是我們的極大損失。這種知識裡面蘊含著個人創意與人類歷史的珍貴線索。」 La Scuola dei Maestri Pellettieri di Bottega Veneta亦與威尼斯建築大學（The University IUAV of Venice）合作，提供高級皮具設計與產品開發研究院課程。課程為學生提供業內多個範疇的專業經驗，從一開始的設計、製作和生產，以至在宝缇嘉專門店銷售產品，都一一涵蓋。

## 專門店
宝缇嘉共於43個國家設有251間專門店，品牌產品於歐洲、亞洲、澳洲、南美和北美都有發售。
2013年9月，宝缇嘉的首間「Maison」在米蘭聖安德烈亞街（Via Sant'Andrea）一棟歷史建築物開幕。這間專門店佔地11,448平方呎，是首間陳列品牌所有產品的專門店，當中包括皮具產品、男士和女士服裝、鞋履、高級珠寶、眼鏡、香水、行李、傢具和家居產品系列。品牌計劃於紐約開設另一間規模相約的「Maison」。 於2015年，宝缇嘉宣佈於意大利米蘭Via Borgospesso開設首間家居專門店。這間設於地面的專門店佔地2,207平方呎，位於18世紀的Palazzo Gallarati Scotti宮殿範圍內，設計由宝缇嘉創意總監梅耶操刀，展示品牌的傢具、燈飾、桌面和家居飾品。2016年5月，宝缇嘉於比華利山開設第二間「Maison」。

## 外部連結
- 官方网站
- 宝缇嘉的Facebook專頁
- 宝缇嘉的X（前Twitter）
- Bottega Veneta（页面存档备份，存于）在tumblr的頁面
- 宝缇嘉的Instagram帳戶
- YouTube上的宝缇嘉頻道